# عامر محمد
عامر محمد (بالإنجليزية: Amer Mohammed)‏ (مواليد 9 نوفمبر 1998) هو لاعب كرة قدم إماراتي ، يجيد اللعب في مركز الظهير أيسر ،لعب سابقاً لنادي الوصل الإماراتي . 

## روابط خارجية
- عامر محمد على موقع Soccerway.com (الإنجليزية)